# Gymnasium Hammonense
Das Gymnasium Hammonense ist das älteste Gymnasium in Hamm; es hat seine Wurzeln im Akademischen Gymnasium zu Hamm.

## Geschichte

Gymnasium Hammonense (Postkarte, ca. 1908)

Das Akademische Gymnasium nahm am 28. Mai 1657 seinen Lehrbetrieb auf, nachdem Kurfürst Friedrich Wilhelm von Brandenburg 1655 die Gründung einer weiteren reformierten Hochschule in seinen westlichen Territorien erlaubt hatte.
In den drei Fakultäten Theologie, Jurisprudenz und Philosophie gab es jeweils eine Professur. Eine medizinische Fakultät fehlte.
Aufgrund des gemeinsamen reformierten Bekenntnisses sind im 17. Jahrhundert enge Beziehungen zu den Universitäten in den Niederlanden festzustellen, aber auch mit der Universität in Duisburg (gegr. 1655) und der Hohen Schule zu Burgsteinfurt stand das Akademische Gymnasium in Hamm in regem Austausch. Während im 17. und frühen 18. Jahrhundert zahlreiche Studenten, vor allem aus den Städten der Grafschaft Mark (z. B. Altena, Hagen, Hattingen, Kamen, Lüdenscheid, Lünen, Neuenrade, Plettenberg, Soest, Unna), nachweisbar sind, verengt sich das Einzugsgebiet im Verlauf des 18. Jahrhunderts deutlich. Ein Tiefpunkt der Entwicklung zeichnet sich um die Mitte des Jahrhunderts ab. 1755 waren noch sechs und 1766 gar kein Student mehr immatrikuliert.
Im Jahre 1781 wurde das Akademische Gymnasium mit der Hammer Lateinschule zusammengelegt. So entstand ein humanistisches Gymnasium, geprägt von den Reformvorstellungen des preußischen Ministers Karl Abraham von Zedlitz († 1793). 1782 wurde daher die neue Schulordnung des Gymnasiums Hammonense an allen protestantischen Schulen in Kleve-Mark eingeführt. Bestehen blieb hingegen die akademische Buchdruckerei. Einen Schwerpunkt bildete nun der Druck amtlicher Verlautbarungen für die in Hamm befindliche Märkische Kriegs- und Domänenkammer.
Das Anwachsen der Stadt Hamm im Zuge der Industrialisierung führte zu einer Verdopplung der Schülerzahl in nur 40 Jahren (1835: 95 Schüler; 1875: 178 Schüler). Ein dadurch notwendig gewordener Neubau konnte 1880 an der Brüderstraße eingeweiht werden. Dieses Gebäude wurde jedoch im Zweiten Weltkrieg zerstört. Seit 1956 hat das Gymnasium Hammonense seinen Standort an der Adenauerallee.
1958, 1960 und 1961 wurde am Staatlichen Gymnasium Hammonense je ein spezieller Förderkurs für aus der DDR geflohene Schüler eingerichtet, um sie ihrer Vorbildung entsprechend zum Abitur zu führen.
In den 1960er Jahren stiegen die Schülerzahlen am Gymnasium Hammonense wie an allen Hammer Gymnasien stark an. So besuchten 1964 insgesamt 1832 Jungen und Mädchen die damals vier Gymnasien der Stadt, am 15. Januar 1967 waren es schon 2227, am 1. September 1968 dann 2697. Die Stadtverwaltung bat daher 1964 den Kultusminister um Errichtung eines weiteren Staatlichen Gymnasiums, die 1968 genehmigt wurde. Mangels ausreichender Finanzen für ein weiteres selbständiges Gymnasium gab am 29. März 1968 der damalige Leiter des Gymnasiums Hammonense Kusian die Gründung einer Außenstelle seines Gymnasiums zum Beginn des Schuljahres 1968/69 bekannt. Das Staatliche Gymnasium II nahm seinen Betrieb im Sommer 1968 an der Sorauer Straße 20 (heute Dr.-Voßhage-Str. 1) im Hammer Norden auf, der Unterricht erfolgte in provisorisch errichteten Pavillons und z. T. in Fremdräumen. Zunächst pendelten Lehrer zwischen den Standorten und „Wanderklassen“ zwischen Räumen und Sporthallen, bis zum 1. Januar 1973 das Galilei-Gymnasium verselbständigt wurde. Gründungsrektor war der vorher am Gymnasium Hammonense lehrende Hans-Dieter Voßhage.
In drei Bauabschnitten wurden 1967 der Ost-West-Trakt zweigeschossig aufgestockt, 1971–1973 der zweigeschossige doppelhüftige Naturwissenschaftliche Trakt an den Ostflügel angebaut sowie zwischen 1972 und 1974 der Nord-Süd-Trakt um eine zweite Hüfte erweitert und aufgestockt. Die neue Kapazität an Klassen und Fachräumen übertraf die Erstausstattung um das Dreifache: 30 Klassenzimmer standen nun zur Verfügung, außerdem ein Sprachlabor mit Studio, zwei AV-Medienräume und Großgruppenraum, Schülerbücherei, Musikzimmer, Zeichensaal, Werkraum, Textilraum und neue Verwaltungsräume sowie ein Wartebereich für auswärtige Schüler.

## Bekannte Professoren

### Theologen
- 1656–1661: Anton Perizonius († 1672: 1661 Prof. theol. in Deventer)
- 1674–1676: Wilhelm Momma
- 1762–1782: Johann Rulemann Ludwig Eylert
- Theodor Berndt (1838–1916), Professor am Gymnasium ab 1895

### Juristen
- 1717–1721: Jakob Eck (* in Köln: 1722 Prof. jur. in Duisburg; 1736 Prof. jur. in Groningen)
- 1721–1728: Heinrich Theodor Pagenstecher (* 1696 in Groningen; † 1752 in Duisburg: 1728 Prof. jur. in Duisburg)
- 1771–1772: Johann Peter Bucher (* 10. August 1740 in Kassel; † 25. April 1820 in Marburg)

### Philosophen
- 1667–1679: Abraham Gulichius (1680? Prof. theol. in Franeker)
- 1680–1684: Johannes Meyer (1684 Prof. theol. in Harderwijk)
- 1697–1701: Christian Gerhard Offerhaus
- 1701–1726: Wilhelm Neuhaus (* 1674 in Haan; † 1744: 1726 Prof. theol. in Duisburg)
- 1752–1765: Johann Philipp Lorenz Withof

## Direktoren und Lehrer
- 1790–1793: Friedrich Adolf Krummacher, Konrektor
- 1781–1789: Theodor Friedrich Stange, Direktor
- 1781–1833: Gerhard Bernhard van Haar, Lehrer, Großvater von Friedrich Engels
- 1781–1802: Bernhard Moritz Snethlage, Lehrer der Mathematik, 1789–1802 Direktor, 1802–1826 Rektor des Joachimsthalschen Gymnasiums, Schwiegervater von Friedrich Engels
- 1803–1823: Christian Friedrich Wachter, Direktor, Vater des Mathematikers Friedrich Ludwig Wachter
- 1824–1852: Friedrich Kapp, Direktor
- 1856–1867: Gustav Wendt, Direktor
- 1857–1891: Carl Jesaias Heraeus, Lehrer, ab 1871 Professor; Tacitus-Forscher, Vater des Altphilologen Wilhelm Heraeus
- 1895–1898: Friedrich Beneke, Direktor
- 1900–1915: Wilhelm Oetling, Direktor
- 1915–1924: Mathias Meinhold, Direktor
- 1924–1948: Otto Brinkmann, Direktor
- 1949–1950: Hans Hilgendorf, Schulleiter
- 1951–1954: Ernst Habenstein, Schulleiter, ab 1955 Ministerialbeamter im Kultusministerium des Landes Nordrhein-Westfalen
- 1954–1971: Hans-Dieter Voßhage, anschließend Gründungsrektor des Galilei-Gymnasiums
- 1955–1976: Hans-Günter Kusian, Schulleiter
- 1973–1977: Norbert Josef Radermacher, Theaterpädagoge, Lehrer für Deutsch, Philosophie und Kunstwissenschaft
- 1976–1988: Wolfgang Schäufele, Schulleiter, Vater des Theologiehistorikers Wolf-Friedrich Schäufele
- 1978–1993: Diethard Aschoff, Studiendirektor, Historiker und Judaist, 1990 Honorarprofessor und Leiter der Histor. Abt. des Institutum Judaicum Delitzschianum
- 1980–1984: Titus Dittmann, Studienrat, Sportlehrer: Skateboarding erstmals Bestandteil deutschen Schulunterrichts
- 1989–2002: Wolfgang Monschein, Schulleiter
- 2002–2016: Dieter Stobbe, Schulleiter
- 2009–2013: Matthias Laarmann, stellv. Schulleiter, Altphilologe, Philosophie- und Theologiehistoriker
- seit 2017: Jörg Asshoff, Schulleiter

## Ehemalige Schüler
- Bernhard Henrich Reinold (immatrikuliert vor 1695: Rektor an der Universität Frankfurt/Oder [1718])
- Abraham Wieling (immatrikuliert 1710: Professor der Rechte in Utrecht)
- Theodorus Jacobus Frelinghuysen (immatrikuliert bis 1711: Pfarrer und Vorreiter der Ersten Erweckungsbewegung)
- Christian Albert zur Heyden (immatrikuliert 1715: Oberbürgermeister der Stadt Hamm)
- Karl Georg Maaßen (immatrikuliert um 1780: preußischer Finanzminister)
- Wilhelm von Bernuth (Abitur 1787: Steuerrat bei der Kriegs- und Domänenkammer in Hamm)
- Johann Ludwig von Bernuth (Abitur 1787: KDK-Rat bei der Kriegs- und Domänenkammer in Hamm, später Oberfinanzrat in Berlin)
- Johann Heinrich von Rappard (Abitur 1795)
- Ernst von Bernuth, (Abitur 1798; Oberlandesgerichtsrat in Hamm)
- Alexander Haindorf (Abitur 1806/1807: Universitätsprofessor, Mediziner, Psychologe, Kunstsammler, Publizist)
- Friedrich Ludwig Wachter (Abitur 1809: Mathematiker, Lieblingsschüler von Carl Friedrich Gauß)
- Ernst von Bodelschwingh (Abitur 1812)
- Conrad von Rappard (Abitur 1823: Jurist und Mitglied der Frankfurter Nationalversammlung)
- Ludwig Carl Christoph von Bodelschwingh (Abitur 1828: Oberpräsident von Hessen-Nassau)
- Gustav Natorp (Abitur 1843: Bergbaufunktionär, Abgeordneter im Preußischen Landtag, Regionalhistoriker)
- Friedrich Hassel (Abitur 1853: Offizier, zuletzt Generalleutnant)
- Paul Stern, preußischer Offizier, zuletzt Generalmajor
- Wilhelm Carl Heraeus (Abitur 1881: Gymnasial- und Universitätslehrer; Latinist)
- Carl Hosius (Abitur 1883: Universitätsprofessor; Latinist)
- Josef Schlichter (Abitur 1899: Oberbürgermeister und Ehrenbürger der Stadt Hamm)
- Fritz Beckmann (Abitur 1908: Universitätsprofessor, Wirtschaftswissenschaftler)
- Otto Klepper (Abitur 1908: 1931–1932 preußischer Finanzminister, Mitbegründer der Frankfurter Allgemeinen Zeitung)
- Karl Haedenkamp (Abitur 1909: Mediziner, Verbandsfunktionär, Politiker)
- Victoria zu Bentheim und Steinfurt (Abitur 1912: Architektin)
- Hans Peter (Abitur 1917: Universitätsprofessor, Nationalökonom, Wirtschaftsstatistiker)
- Joachim von Spindler (Abitur 1917: Abteilungsleiter im Bundesministerium für Finanzen)
- Hubertus Strughold (Abitur 1918: Universitätsprofessor, Luftfahrtmediziner, Pionier der Weltraummedizin)
- Hermann Freytag (Abitur 1919: Mitglied des Preußischen Landtags, Mitglied des Reichstags, Oberbürgermeister von Duisburg (NSDAP))
- Friedrich Maria Rintelen (Alumnus aureus, Abitur 1919: Weihbischof des Erzbistums Paderborn)
- Claus Seibert (Abitur 1920: Jurist, Richter am Bundesgerichtshof)
- Hermann Hobrecker (Abitur 1921: Industriemanager)
- Kurt Utermann (Abitur 1924: Historiker, Volkswirtschaftler, Soziologe)
- Ludwig Biermann (Abitur 1925: Universitätsprofessor: Direktor am Max-Planck-Institut für Astrophysik in München)
- Anne-Gudrun Meier-Scherling (Abitur 1925: Juristin, Bundesrichterin am Bundesarbeitsgericht)
- Heinrich Portmann (Abitur 1926: Kirchenrechtler, Bischöflicher Sekretär und Erstbiograph von Clemens August Kardinal Graf von Galen)
- Fritz Wichmann (Alumnus aureus, Abitur 1926: Jurist, Bundesrichter am Bundesarbeitsgericht)
- Werner Flume (Abitur 1927: Universitätsprofessor, Jurist)
- Franz Fatheuer (Alumnus aureus, Abitur 1927: Mediziner, Landesmedizinaldirektor)
- Wolfgang Buddenberg (Abitur 1931: Jurist, Bundesrichter am Bundesgerichtshof in Karlsruhe; er und seine Frau verletzt durch ein Attentat der Rote Armee Fraktion (RAF) am 15. Mai 1972)
- Hanns Joachim Friedrichs (Sextaner 1937: Journalist, Fernsehmoderator)
- Paul Otto Samuelsdorff (Universitätsprofessor, Sprachwissenschaftler)
- Friedrich Kienecker (Abitur 1939: Universitätsprofessor, Historiker der neueren und neuesten deutschen Literaturgeschichte)
- Karl Otto Conrady (Abitur 1944: Universitätsprofessor, Germanist und Literaturwissenschaftler)
- Gerhard Schmidtchen (Abitur 1944: Universitätsprofessor, Sozialpsychologie, Religionssoziologie)
- Manfred Schulte (Abitur 1952: MdB 1967–1987, Parlamentarischer Geschäftsführer der SPD-Bundestagsfraktion)
- Wilfried Stichmann (Abitur 1955: Universitätsprofessor: Biologie, Didaktik der Biologie)
- Adolf Borbein (Abitur 1956: Universitätsprofessor, Klassische Archäologie)
- Christian Gnilka (Abitur 1956: Universitätsprofessor, Altphilologe)
- Ekkehart Mittelberg (Abitur 1958: Germanist)
- Eugen Drewermann (Abitur 1960: Theologe, Kirchenkritiker)
- Henning Tegtmeyer (Abitur 1960: Jurist, Leitender Ministerialrat, Polizeirechtsspezialist, Studentenhistoriker)
- Ulrich Brocker (Abitur 1962: Verwaltungsjurist, Hauptgeschäftsführer Bundesverband Gesamtmetall)
- Klaus Goeke (Abitur 1962: Universitätsprofessor, Theoretische und Astrophysik; Spezialist für Hadronenphysik)
- Peter Westerheide (Abitur 1962: Fachhochschulprofessor, Wirtschaftsmathematik, Statistik und Operations Research)
- Maria Barutzky-Jürgens (Abitur 1963: Landeskirchenrätin der Evangelischen Kirche von Westfalen)
- Hermann Rudolf Ochs (Abitur 1963: Universitätsprofessor, Medizin)
- Gerhard Schmitt-Thiel (Abitur 1963: Jurist, Journalist, Fernsehmoderator)
- Wolfgang Farke (Abitur 1965: Jurist, Honorarprofessor, Präsident des Brandenburgischen Oberlandesgerichts)
- Michael Bamberg (Abitur 1966: Universitätsprofessor, Medizin)
- Werner Brinkmann (Abitur 1966: Jurist, Alleinvorstand der Stiftung Warentest bis 2011)
- Laurenz Meyer (Abitur 1968: Mitglied des Deutschen Bundestages, 2000–2004 Generalsekretär der CDU Deutschland)
- Hans-Joachim Drexhage (Abitur 1970: Universitätsprofessor: Geschichte der Antike)
- Konrad Meisig (Abitur 1972: Universitätsprofessor, Indologie, Sinologie)
- Martin Gorholt (Abitur 1975: Volkswirtschaftler, 2005–2008 Bundesgeschäftsführer der SPD, Staatssekretär im Ministerium für Wissenschaft, Forschung und Kultur in Brandenburg)
- Eckhard Rohrmann (Abitur 1976: Universitätsprofessor, Sozial- und Rehabilitationspädagogik)
- Anja Schlewing, geb. Anja Würfel (Abitur 1976: Juristin, Richterin am Bundesarbeitsgericht)
- Meinolf Vielberg (Abitur 1978: Universitätsprofessor, Altphilologe)
- Wolfram Burgard (Abitur 1980: Universitätsprofessor, Informatiker, Bereich Autonome Intelligente Systeme/Robotik, Träger des Gottfried-Wilhelm-Leibniz-Preises 2009)
- Ingo Kraft (Abitur 1980: Jurist, Richter am Bundesverwaltungsgericht)
- Wolfgang Newerla (Abitur 1982: Opernsänger)
- Ulrich Nierste (Abitur 1985: Universitätsprofessor, Physiker)
- Wolf-Friedrich Schäufele (Abitur 1986: Universitätsprofessor: Evangelische Theologie, Kirchengeschichte)
- Sylvia Jörrißen, geb. Wegner (Abitur 1987): CDU-Politikerin, Mitglied des Deutschen Bundestages bis 2017
- Evelyn Korn, geb. Evelyn Otto (Abitur 1988: Universitätsprofessorin: Wirtschaftswissenschaften, Mikroökonomie)
- Thorsten Köhler (Abitur 1990: Fachhochschulprofessor, Atomphysiker, Mathematiker)
- Isabella Lewandowski (Abitur 1990: Schauspielerin)
- Holger Buxel (Abitur 1991: Fachhochschulprofessor, Wirtschaftswissenschaften, Dienstleistungs- und Produktmarketing)
- Britta Stallmeister (Abitur 1991: Opernsängerin, Sopranistin)
- Simon Schweitzer (Abitur 1994: Berlin-Brandenburgische Akademie der Wissenschaften, Ägyptologe)
- Patrick Bahl (Abitur 2006: protestantischer Kirchenhistoriker der Neuzeit)

Quelle: